# Leefbaar Rotterdam
Leefbaar Rotterdam is een lokale politieke partij in de gemeente Rotterdam die eind 2001 gelijktijdig met een aantal andere lokale Leefbaarpartijen is ontstaan. De landelijke opmars van Leefbaar Nederland in deze tijd heeft daaraan bijgedragen. Bij de gemeenteraadsverkiezingen van 6 maart 2002 haalde de partij met Pim Fortuyn als lijsttrekker 34,7% van de stemmen en werd daarmee ineens de grootste partij in de gemeenteraad. De bekendmaking van deze aardverschuiving in het tot dan toe "rode" bolwerk Rotterdam tijdens een televisiedebat van landelijke lijsttrekkers, bracht de twee gedoodverfde kandidaat-premiers Ad Melkert (PvdA) en Hans Dijkstal (VVD) in een vrije val in pers en publieke opinie. Bij de gemeenteraadsverkiezingen van 2014 werd Leefbaar Rotterdam wederom de grootste partij waarna ze deel ging uitmaken van het college van B en W met drie wethouders.

## Verkiezingen van 2002

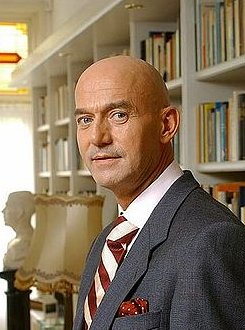
Pim Fortuyn (2002)

Sommige kandidaten op de lijst van Leefbaar Rotterdam hadden zich wel mentaal voorbereid op een plaats in de raad, maar voor een aantal van de verkozen gemeenteraadsleden kwam na de "monsterzege" hun nieuwe politieke functie toch volkomen onverwacht. Het succes bracht "vogels van diverse pluimage" in de gemeenteraad, van wie er meerderen, zoals in de maanden en jaren daarna zou blijken, op elk eigen wijze voor een rumoerige en ook tumultueuze raadsperiode zouden zorgen.
Gekozen waren, behalve Pim Fortuyn en Ronald Sørensen die het meest in de publiciteit waren geweest, ook: Michiel Smit (25), "directeur van een internetbedrijf", Harry Borst (60), architect, Frans van der Hilst (52), docent aan een middelbare school, Victor Reijkersz (24), student maatschappijgeschiedenis, Marco Pastors, (36) "partner in overheidsinformatisering", Joop van Heijgen (47), "adviseur", Gerard Dorsman (47), zelfstandig advocaat gespecialiseerd in vreemdelingenrecht, Barry Madlener (33), makelaar in bedrijfspanden, Johan Soijer (52), "binnenhuisadviseur", Sjef Siemons (54), "audiovisueel producent", Ineke Sonneveld (54), "oppasmoeder" en Harry Maronier (62), "eigenaar van een organisatieadviesbureau" (later: "adviseur en commissaris in de uitzendbranche").
Geen enkele kandidaat van Leefbaar Rotterdam behaalde zelf genoeg voorkeurstemmen om het stadhuis "op eigen kracht" te betreden: vrijwel alle kiezers brachten hun stem uit op lijsttrekker Fortuyn. Nico Kok (nummer 8 op de lijst) en Harry van den Bouwhuijsen (nummer 13) hadden aangegeven niet met Fortuyn in zee te willen.

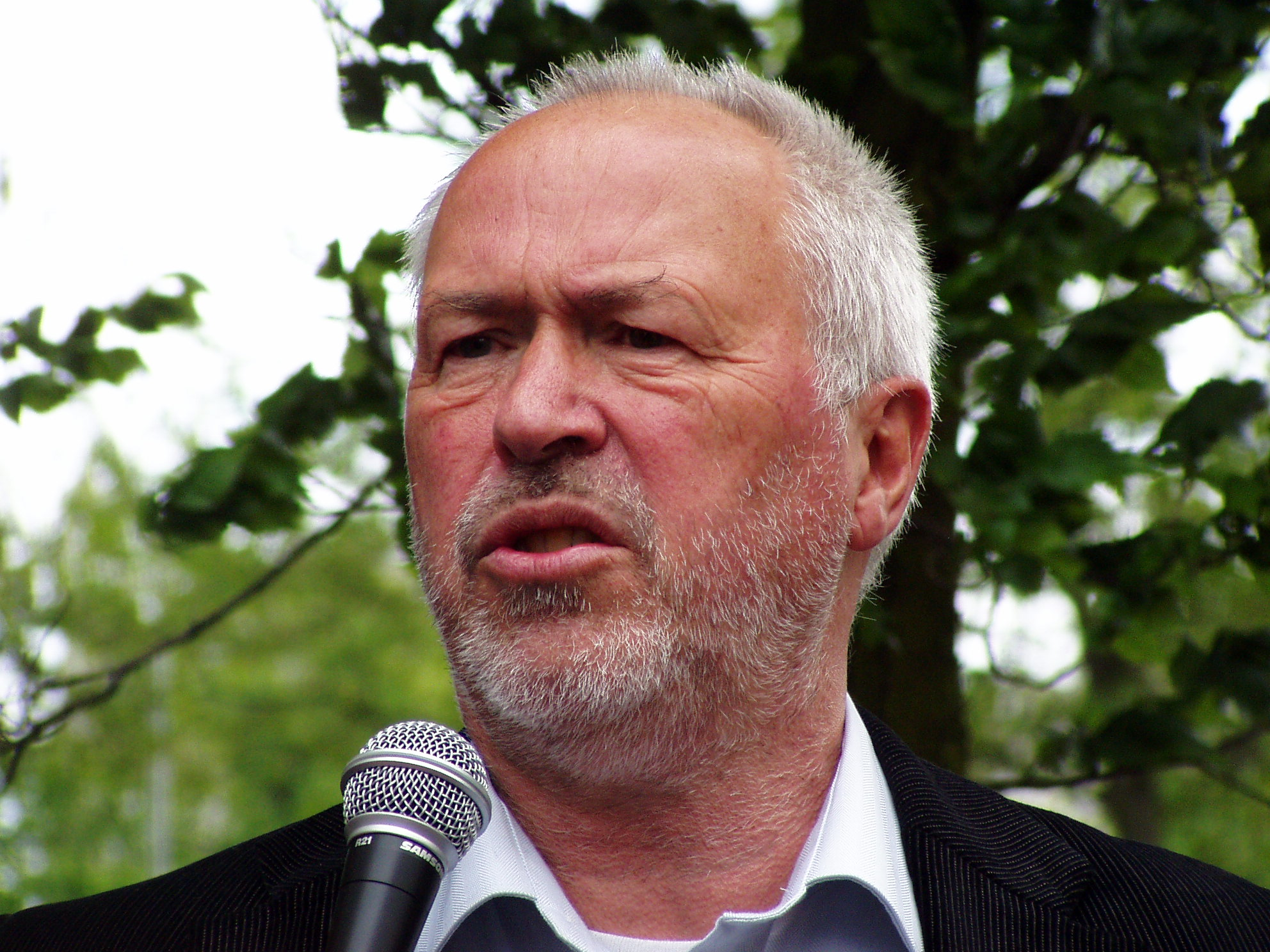
Ronald Sørensen (2009)

De landelijke Lijst Pim Fortuyn was opgericht nadat Fortuyn, gedwongen, afstand had genomen van Leefbaar Nederland. Vanzelfsprekend werd hij ook de eerste man. De LPF "was" Pim Fortuyn. Leefbaar Rotterdam "was" echter van begin af aan ook "iemand anders": Ronald Sørensen schreef de partij in. Als oprichter kwam hij op natuurlijke wijze in beeld na de moord op Pim Fortuyn. Sørensen werd toen opnieuw de eerste man, zonder dat er een protest van de rest van de fractie werd gehoord. Binnen de LPF bleef het fractievoorzitterschap echter de inzet van een machtsstrijd. De LPF-lijst met Kamerkandidaten was onder zware tijdsdruk tot stand gekomen. Vele kandidaten meldden zichzelf, terwijl anderen door de kersverse partijbestuurders naar voren waren geschoven. Zo ontstond er een merkwaardig ratjetoe. In Rotterdam was er ook de tijdsdruk. Daar was echter slechts één enkele persoon aanvankelijk verantwoordelijk voor de lijst: opnieuw Sørensen. Hij zorgde dat hij mensen wierf die hij kende en die hij hoog had: bijvoorbeeld zijn collega-docent Van der Hilst. Bovendien zorgde Sørensen ervoor dat een kerngroep, waartoe ook Madlener en Smit behoorden, elkaar direct beter zouden leren kennen, waardoor de fractieleden naar elkaar toegroeiden.
Nico Kok, tegenstander van Fortuyn, begon na de verkiezingen echter een eigen eenmansfractie. Harry van den Bouwhuijsen, eveneens een tegenstander van Fortuyn, deed afstand van zijn zetel.
De LR-fractie werd onder andere gevormd door: Joanna Brand (23), verzorgster verstandelijk gehandicapten, Gerard Dorsman, Marcel van Gent, scheepsbevrachter, Joop van Heijgen "organisatie-deskundige", Frans van der Hilst, docent Nederlands, Barry Madlener, Harry Maronier, "bestuurslid/adviseur", Dries Mosch, ondernemer, Sjef Siemons, Ineke Sonneveld, inmiddels huisvrouw, Henk Sonneveld deelraadbestuurder Overschie, Ronald Sørensen inmiddels oud-docent geschiedenis, Johan Soijer, Willem de Waal, docent, en de volgende LR-leden werden wethouder: Rabella de Faria (Veiligheid en Volksgezondheid), Marco Pastors (Fysieke Infrastructuur) en
Wim van Sluis (Economische Infrastructuur).
Met het vertrek van Nico Kok (maart 2002) en de ook algemeen als extreemrechts bekendstaande Michiel Smit (februari 2003) leken de problemen over en meenden de fractieleden voldaan te kunnen stellen "Leefbaar Rotterdam valt niet uiteen.".
Achter de schermen was Maronier echter bezig met de oprichting van de LPF Rotterdam. In mei 2003 stapte hij uit Leefbaar Rotterdam, naar eigen zeggen omdat hij de partij "te rechts" vond. Dries Mosch, de vervanger van Fortuyn in de gemeenteraad, betichtte hem huilend van "verraad" en het plegen van een "coup". Madlener sprak van "een dolkstoot in de rug". Sinds deze "couppoging" waren de meeste LR'ers niet meer tevens lid van de LPF.

### College-vorming
Fortuyn nodigde na zijn verkiezingssucces alle politieke partijen uit voor een gesprek over de vorming van een college. Ook de PvdA, die alom als verliezer van deze verkiezingen werd gebrandmerkt, ging pro forma op de uitnodiging in, hoewel Fortuyn al duidelijk had gemaakt dat hij met CDA, VVD en D66 Rotterdam wilde gaan besturen.
In navolging van Leefbaar Utrecht vond het begin van de onderhandelingen plaats in het openbaar, op het stadhuis. "We houden niet van achterkamertjespolitiek, we zoeken de openbaarheid", aldus de nummer 2 van Leefbaar Rotterdam, Ronald Sørensen. Het zouden echter juist de "traditionele partijen" zijn geweest die op die openbare onderhandelingsronde hadden aangedrongen.
Aanvankelijk was er weinig animo bij de andere Rotterdamse politieke partijen om met Leefbaar Rotterdam een coalitie te vormen. Hoogleraar politicologie van de Erasmus Universiteit Rotterdam Rinus van Schendelen werd aangetrokken om als informateur Leefbaar Rotterdam, CDA en VVD aaneen te smeden. Op een tamelijk informele wijze wist hij deze drie partijen zover te krijgen dat ze uiteindelijk het politieke 'ja'-woord tegen elkaar zeiden.
Nadat toenmalig fractievoorzitter Pim Fortuyn op 6 mei 2002 was vermoord werd docent geschiedenis Ronald Sørensen fractievoorzitter. Van de behaalde 17 zetels in de gemeenteraad van Rotterdam (totaal 45 zetels) bezat Leefbaar Rotterdam er tegen het einde van de raadsperiode nog maar 11. Eén lid besloot al bij de installatie van de raad een eenmansfractie te beginnen, vijf andere leden stapten later uit de fractie. De bekendste van deze zes, Michiel Smit begon een eigen partij genaamd Nieuw Rechts.
Leefbaar Rotterdam leverde in deze raadsperiode - die duurde van 2002 tot 2006 - drie wethouders aan het college: Wim van Sluis (haven, economie, werkgelegenheid, milieu) en Marianne van den Anker (veiligheid en volksgezondheid). De derde wethouder van Leefbaar Rotterdam, Marco Pastors van fysieke infrastructuur, moest aftreden na een motie van wantrouwen die de gemeenteraad op 8 november 2005 aannam. Zijn uitlatingen over de islam brachten hem herhaaldelijk in conflict met de CDA-wethouder Leonard Geluk van Integratie. Pastors is politiek leider van zijn partij en voerde de Leefbaar Rotterdam-lijst aan voor de verkiezingen van 2006.
Van den Anker verving in januari 2004 Rabella de Faria, die opstapte nadat de fractie van Leefbaar Rotterdam het vertrouwen in haar had opgezegd.

## Verkiezingen van 2006

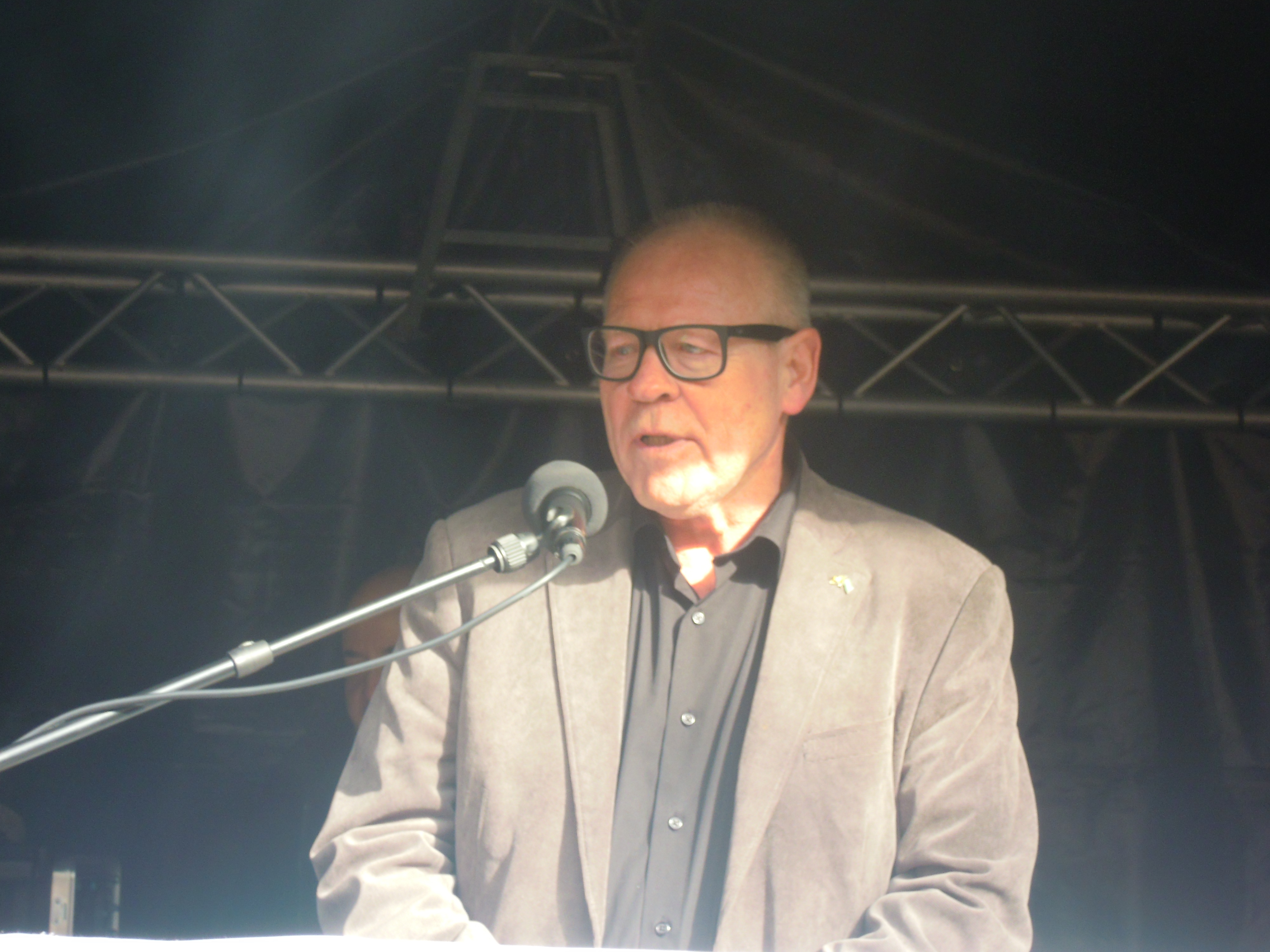
Dries Mosch (2012)

Tijdens de Nederlandse gemeenteraadsverkiezingen 2006 verloor de partij een aantal zetels aan de PvdA, die de grootste werd. De oorzaak hiervan was dat vooral de allochtone kiezer relatief veel meer is gaan stemmen dan in 2002. Er ontstond een grote tweedeling. De allochtonen stemden in overgrote meerderheid op de concurrent PvdA, omdat zij meenden dat deze hun belangen beter zou behartigen dan Leefbaar Rotterdam.
Leefbaar Rotterdam kon het verlies echter beperkt houden. Doordat ongeveer de helft van de autochtone bevolking op Leefbaar Rotterdam stemde, behaalde de partij 29% van het totale aantal uitgebrachte stemmen. De partij ging van 17 naar 14 zetels. Samen met de PvdA vormden zij in de nieuwe gemeenteraad de enige twee grote fracties.

### Niet in het college
Leefbaar Rotterdam heeft uitdrukkelijk uitgesloten in de huidige raadsperiode met de PvdA in het college van burgemeester en wethouders te gaan zitten. Een voortzetting van de voorgaande coalitie was niet mogelijk gezien het verlies van de coalitiepartners CDA en VVD waardoor deze niet meer op een meerderheid in de nieuwe raad kan steunen. Hierdoor is Leefbaar Rotterdam in de oppositie gegaan.
De coalitie bestond daarom uit een geheel van één grote partij met drie kleine fracties: PvdA (18 zetels) met VVD (3), CDA (3) en GroenLinks (2). De VVD verliet in mei 2009 de coalitie.

## Verkiezingen van 2010

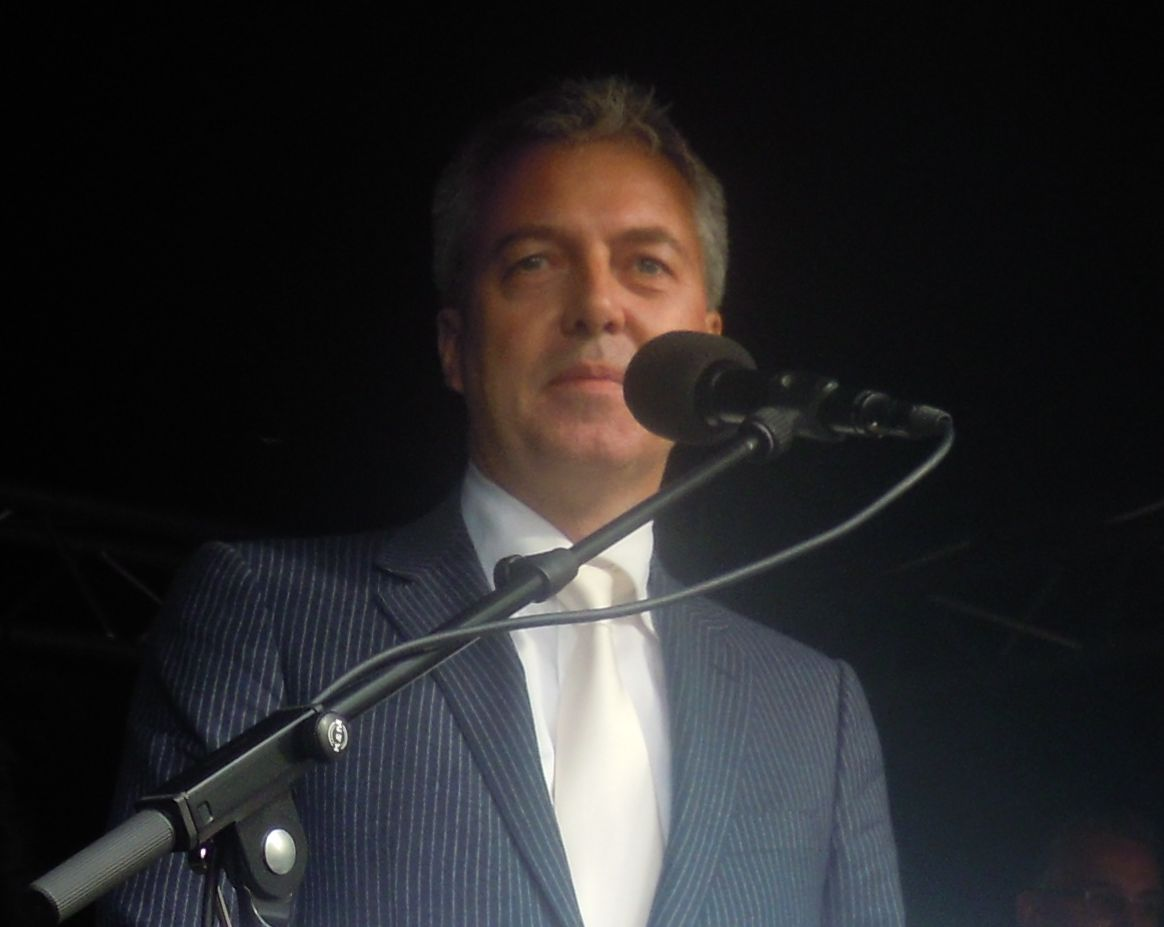
Marco Pastors (2012)

Tijdens de gemeenteraadsverkiezingen van 2010 zou de PVV voor het eerst gaan deelnemen aan gemeenteraadsverkiezingen en in Rotterdam een bedreiging gaan vormen voor LR. Op 15 augustus 2009 liet partijleider Geert Wilders aan lijsttrekker Pastors weten van deelname in Rotterdam af te zien wegens gebrek aan goede kandidaat-raadsleden. Wilders had inmiddels zijn aanhangers opgeroepen om op Leefbaar Rotterdam te stemmen.
Bekende lijstduwers waren Joost Eerdmans (plaats 27) en Simon Fortuyn (plaats 28). Kort voor de verkiezingen van 2010 zei LR-lijsttrekker Marco Pastors zijn politieke lot te zullen verbinden aan de uitslag. In een interview zei hij ermee te zullen stoppen als zijn partij niet genoeg stemmen zou krijgen voor collegedeelname.
Op de verkiezingsdag, 3 maart, kreeg LR opnieuw 14 zetels, bij een miniem verlies in stemmenpercentage (28,6% tegenover 29,0% in 2006). De PvdA verloor 4 zetels en kwam ook op 14 zetels, maar met 28,8% van de stemmen was deze partij net iets groter dan LR. Aangezien er op enkele stembureaus echter onregelmatigheden waren geconstateerd, vocht Marco Pastors de door de kiesraad vastgestelde uitslag aan.

### Volmachten
Leefbaar Rotterdam had, net als de PvdA, (kandidaat-)raadsleden opgeroepen om volmachten te verzamelen. In een e-mail lichtte raadslid Ronald Buijt toe hoe die volmachtstemmen verzameld moesten worden. Hij kende vijftig 'betrouwbare Rotterdammers' die met de volmachten naar de stembus konden gaan. Ook de Rotterdamse PvdA wierf actief volmachten en had daarvoor een 'volmachtcoördinator'.
De Kiesraad zegt dat de kiezer zelf het initiatief moet nemen om iemand te machtigen. In de Kieswet staat dat iemand die stelselmatig personen aanspreekt of anderszins persoonlijk benadert ten einde hen te bewegen het formulier op hun stempas, bestemd voor het stemmen bij volmacht, te ondertekenen en deze pas af te geven bestraft kan worden met een maand cel of een geldboete. De Kiesraad meldde dat het Openbaar Ministerie zou moeten bepalen of er sprake was van ronselpraktijken, maar Justitie zag geen reden om tot vervolging over te gaan.

## Verkiezingen van 2014

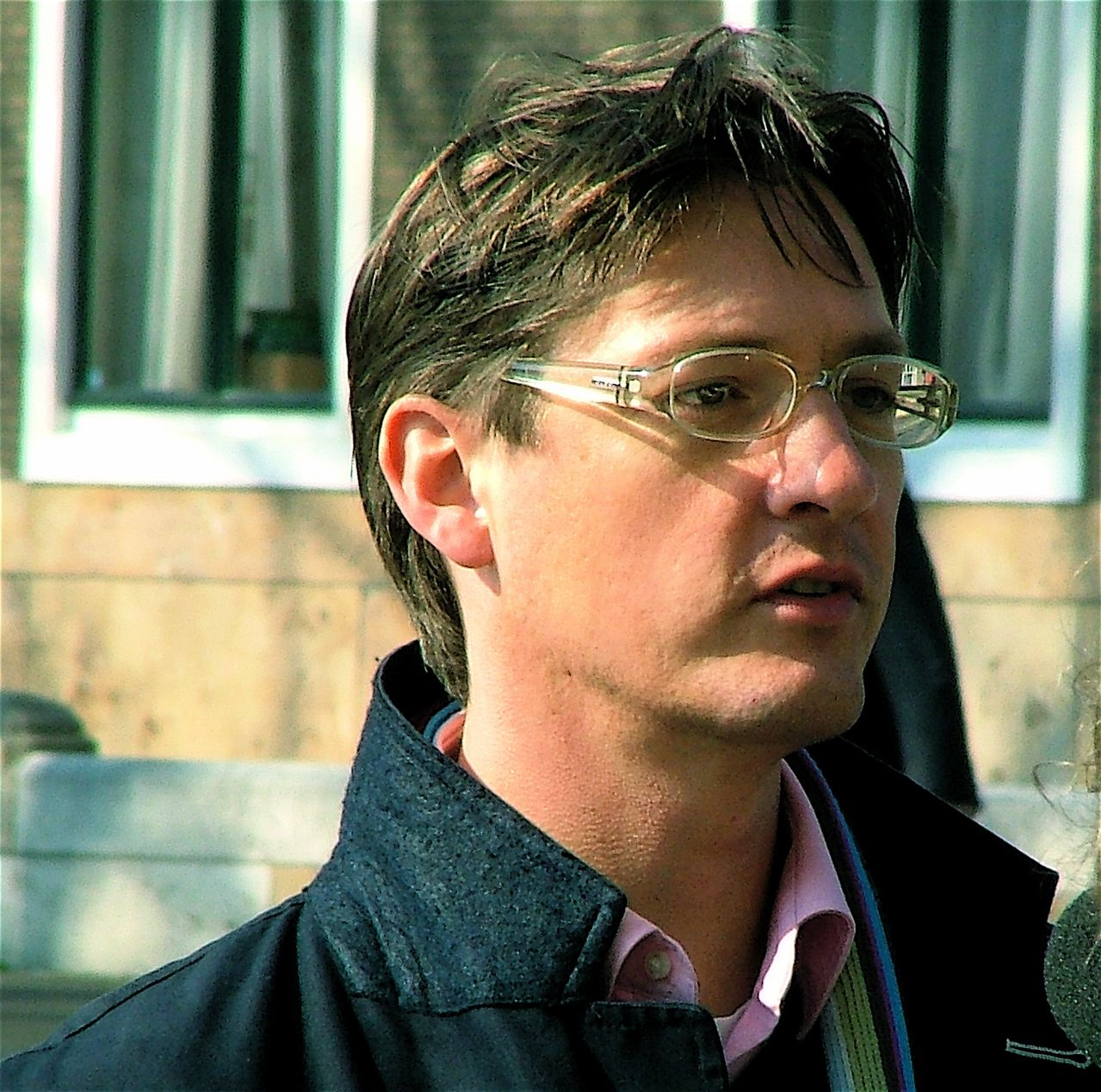
Joost Eerdmans (2007)

Bij de gemeenteraadsverkiezingen van 2014 wist Leefbaar Rotterdam het bij de vorige verkiezingen bereikte zetelaantal te behouden: veertien. Daarmee werd het de grootste partij van Rotterdam, aangezien de Partij van de Arbeid zakte van veertien naar acht zetels. Lijsttrekker in 2014 was Joost Eerdmans. Leefbaar Rotterdam sloot op 8 mei 2014 een coalitieakkoord met D66 en CDA. Op 15 mei werd Eerdmans geïnstalleerd als wethouder voor veiligheid, handhaving en buitenruimte, Ronald Schneider als wethouder voor stedelijke ontwikkeling en integratie en Maarten Struijvenberg als wethouder voor werkgelegenheid en economie.

## 2018-heden

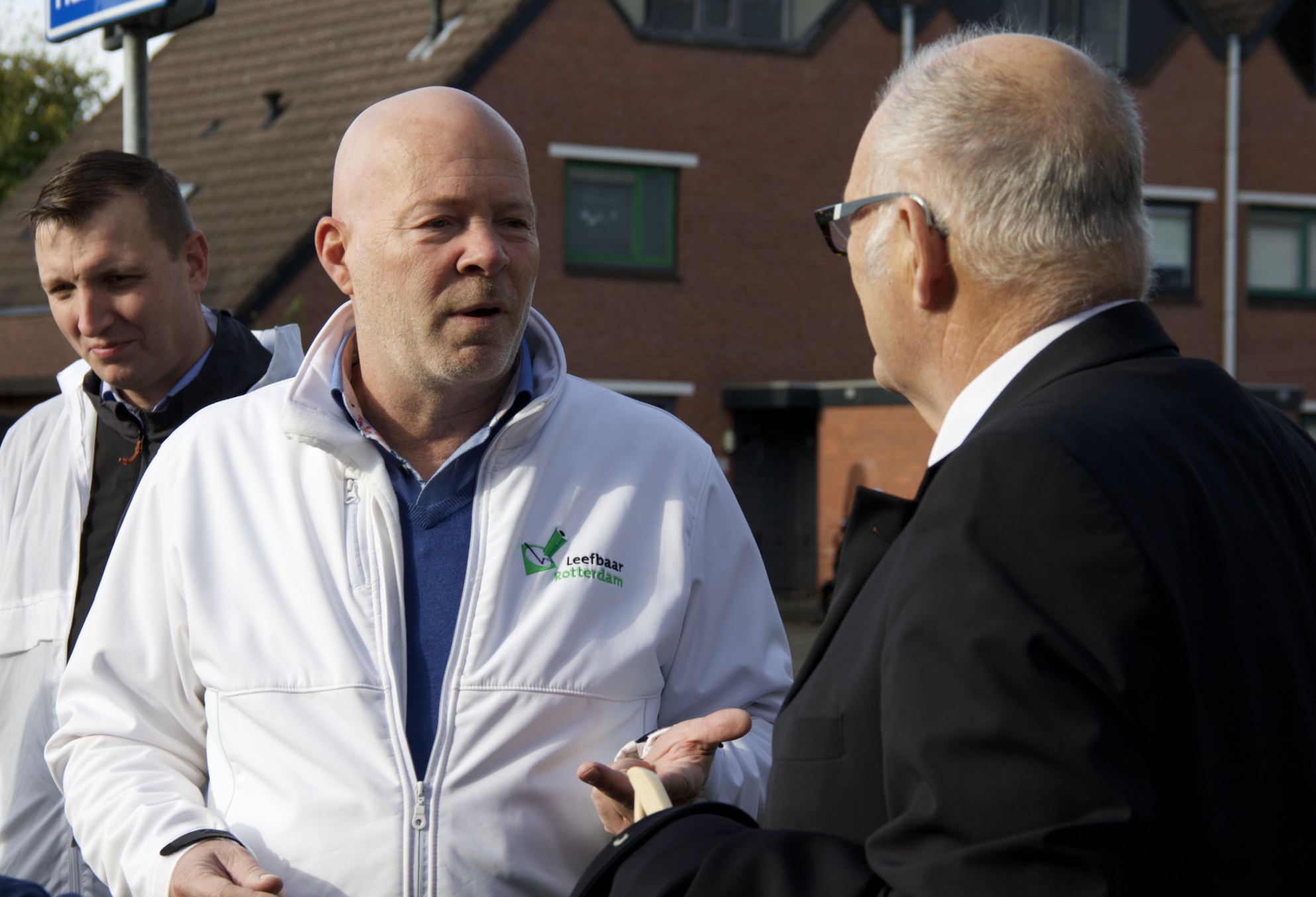
Robert Simons (2019)

Net als in 2014 trok ook in 2018 Eerdmans de lijst aan. De partij Forum voor Democratie ging een alliantie aan met Leefbaar Rotterdam en de PVV deed nu ook mee. Op 21 maart 2018 zakte Leefbaar Rotterdam terug van 14 naar 11 zetels, maar bleef wel de grootste partij. De verwachte doorbraak van de PVV bleef uit. Op 27 maart 2018 nam Dries Mosch afscheid als raadslid nadat hij op een onverkiesbare plaats op de kandidatenlijst was geplaatst. Mosch werd gezien als de laatste Fortuynist in de gemeenteraad.
Na het vertrek van Eerdmans naar de Tweede Kamer in maart 2021 met JA21 werd Robert Simons door de fractie gekozen als nieuwe fractievoorzitter. Tijdens de ALV van 19 september 2021 werd de voordracht officieel bekrachtigd. Bij gemeenteraadsverkiezingen van 16 maart 2022 behaalde Leefbaar Rotterdam 20,1% van de stemmen en 10 zetels. Na de installatie van het nieuwe college, waar Simons als wethouder is beëdigd, werd Bart van Drunen aangewezen door de fractie als nieuwe fractievoorzitter. 
Op 14 juli 2023 volgde Ingrid Coenradie Bart van Drunen op als fractievoorzitter. In de gemeenteraad was ze namens deze partij woordvoerder op het gebied van openbare orde en veiligheid. Raadslid Tanya Hoogwerf nam op 18 september 2022 tijdens de ALV afscheid, Ronald Buijt nam afscheid als partijvoorzitter en Pieter van Hoof nam het stokje van hem over. Toen op 2 juli 2024 Coenradie staatssecretaris van Justitie en Veiligheid werd in het Kabinet-Schoof werd Simon Ceulemans fractievoorzitter.

## Volksvertegenwoordiging
| Gemeenteraadsverkiezingen | Gemeenteraadsverkiezingen | Gemeenteraadsverkiezingen |
| Jaar                      | Percentage                | Zetels                    |
| ------------------------- | ------------------------- | ------------------------- |
| 2002                      | 34,7                      | 17                        |
| 2006                      | 29,7                      | 14                        |
| 2010                      | 28,6                      | 14                        |
| 2014                      | 27,5                      | 14                        |
| 2018                      | 20,5                      | 11                        |
| 2022                      | 20,1                      | 10                        |

## Joop Goudswaard
Bij de gemeenteraadsverkiezingen van 1970 had al eens een groepering onder de naam Leefbaar Rotterdam deelgenomen. Deze groepering was opgericht door Joop Goudswaard en haalde 1.781 van de 248.726 uitgebrachte stemmen. Goudswaard is een aantal jaren voor 2002 overleden en de groepering had al heel lang geen activiteiten meer vertoond.